# 特長生：畢業季
《特長生：畢業季》（英語：The Gifted: Graduation），為泰國GMM 25與LINE TV於2020年9月6日起播出的科幻懸疑電視劇，改編自2015年的同名短篇電影，由Nanon、Chimon、Ssing、Gun、Jane、Fiat及Puimek主演。
此劇為2018年電視劇《特長生》的第二季續集，由GMMTV與製作人Parbdee Taweesuk合作拍攝，在2019年10月GMMTV的「New & Next」活動上公開先導預告片。其後，此劇於2020年9月在GMM 25電視台及LINE TV首播，同年11月終映。LiTV 線上影視、MyVideo全劇上架。

## 劇情簡介
兩年後，新學年再度開始。已成為高三生的Pang和Wave決定發起最後的反撲，試圖擊潰以校長Chueamanee為首的特長生制度。今年，有三個新學生加入了特長生班別，而新學術主任老師Darin亦都加入了學校，但她的真正企圖依然沒有人知道。她特別關顧四年級生Time，與一些具有特殊技能的學生。在第二季的劇情中，學生與成人之間的思想鬥爭已到了一個轉折點，最終的戰鬥充滿危險，而且看起來更加複雜。Pang和他的同伴能否保持自己的理想和友誼，將在最終的決鬥中得出結果。

## 演員陣容
註：括號內的演員姓名為小名。

### 主要人物
- 格拉帕·格潘（Nanon）飾演 Pang

特長生，從最底層的八班攀到特長生班別的傳奇學生，擁有控制思想的力量，在其中，他可以強迫某人通過與受試者的身體接觸，感覺到他們的心跳，來做他想某人做的事情。
- 瓦奇拉維·讓維瓦（Chimon）飾演 Wave

特長生，原屬一班學生，擁有透過接觸來控制和操縱電子機器的能力，以及在數學、電腦編程有天賦。
- 哈里·奇瓦加隆（Ssing）飾演 Ohm

Pang和Namtaan的朋友，特長生，原屬二班學生，擁有精神動力能力，能夠使物體（包括人類）消失及帶回，很快就成為眾人之間的隱形傳送途徑，這種力量與他大多數時候健忘和丟掉東西的性格有關。當使用他的力量時會流鼻血，這表明他的力量已經顯現。
- 阿塔潘·葐沙瓦（Gun）飾演 Punn Taweesilp

特長生，原屬一班學生，具有模仿和掌握能力的能力，可以透過觀看或學習完美地複製一項技能，使他發展出多種個性（他的正常自我、領導者、偏執狂、交戰者和自殺者）。
- 娜米妲·吉勒娜拉帕（Jane）飾演 Claire

Punn的女友、Korn的朋友，特長生，原屬一班學生，戲劇學會成員，能夠看到一個人的光環並將光環的顏色與某種情感聯繫（橙色代表幸福，藍色代表悲傷，紅色代表憤怒，粉紅色代表愛，黃色代表信心，綠色代表忌妒，紫色代表恐懼），力量與她對表演的熱情相關。
- 帕塔丹·詹金（Fiat）飾演 Korn

特長生，原屬一班學生，能維持清醒幾天而不會困倦。他迷戀自兒時起認識的朋友Claire，直到Claire拒絕了他的愛才死心。他很熱愛攝影，使他與Koi很熟念。
- 娜帕誦·薇拉尤蒂萊（Puimek）飾演 Mon

Art的女友，特長生，原屬二班學生，武術學會成員，擁有超人力量，很強的敏捷性和協調性，可用於打架之上，超能力與她對運動的熱情相關。

### 特長生計劃學生及新生
- 尹浩宇（Patrick）飾演 Time

四年級生，曾對特長生學長學姐阻礙他們的分班考試感到不滿。他擁有尋人或尋物能力，對不熟悉的地方需要地圖輔助才能使用能力。
- 陈普明（Phuwin）飾演 Third

五年級生，特長生班別新生。他擁有感應他人想法的能力，使用時需要問出相對應的關鍵詞。
- 查妮甘·唐卡伯缇（Prim）飾演 Grace

四年級生，特長生班別新生，擁有時間旅行的能力。
- 查亞功·朱塔瑪斯（JJ）飾演 Jo

特長生，與Jack是雙胞胎哥哥弟弟關係，擁有雙胞胎感應技能。
- 查亞彭·朱塔瑪斯（AJ）飾演 Jack

特長生，與Jo是雙胞胎哥哥弟弟關係，擁有雙胞胎感應技能。
- 帕萨通·库康（Captain）飾演 O

四年級生，Time的朋友，特長生班別新生，能夠以意念操控物體。

### 教師
- 查澈威·德查拉朋（Victor）飾演 Pom

前特長生，現為特長生班別的老師。他是第三批畢業的特長生，擁有記憶操縱的能力，可以透過觸摸頭部來消除某人的記憶，但必須首先將該對象置於催眠狀態。
- 旺查纳·萨瓦迪（Bird）飾演 Supot Chueamanee

林陽（Tay，青年）（特別出演）
校長，特長生計劃的主理人。他堅信在一個社會中，強者會領導弱者或劣等者，這反映在學校的學生等級制度，尤其在虐待低年級學生和對天才多加愛護的做法。 他具有與Pang相同，但更強大且不斷發展的精神控制能力。由於他和Pang擁有相同的能力，因此他們無法相互對抗。
- 瑪娜莎楠·潘叻翁固（Donut）飾演 Darin

本學年新加入學校的學術主任，試圖干涉特長生之間的關係。

### 其他人物
- 吉拉迪·塔瓦翁（Mek） 飾演 Chanon Taweepong

特長生計劃第三批學生，具有高精度計算的能力，與他對太空科學的熱情息息相關。他試圖揭露Chueamanee主任以來自下層階級的學生為對象，對Pom進行記憶操縱的危險實驗。
- Passatorn Koolkang（Captain）

Ritdha高中學生。

### 特別出演
- Poramaporn Jangkamol（June）飾演 Nate Jiraarpa

提娜麗·維拉瓦諾丹（Namtan，青年）
醫生，在30年前自願成為Supot Chueamanee的第一位人類受試者。
- 塔納·羅坤宋巴（Lee）飾演 假的Supot Chueamanee

Chueamanee在30年前的朋友和研究夥伴，Nate的男朋友。他被Chueamanee洗腦，以為自己是青年時期的Chueamanee。
- Paramej Noiam 飾演 Pichet先生

新任教育部主事人，指示Darin女士為中學的學術事務副主任，以執行秘密任務。
- 安比查雅·松可寒（Lilly）飾演 Namtaan

Ritdha高中的前特長生，擁有碰觸物體來得知物體過去事情能力。在續集時空前一年，她在中學的爆炸事件中幾乎被殺害，她的媽媽因此將她帶離泰國進行治療。
- 普西特·迪塔皮西（Fluke）飾演 Windsurf

## 劇集迴響

### 泰國電視收視
- 收視最低的集數以藍色表示，收視最高的集數以紅色表示。

| 集數 No.     | 播放日期       | 播放時段 (UTC+07:00) | 平均收視率 | 來源   |
| ------------ | -------------- | -------------------- | ---------- | ------ |
| 1            | 2020年9月6日   | 星期日 20:30         | 0.2        | [ 5 ]  |
| 2            | 2020年9月13日  | 星期日 20:30         | 0.1        | [ 6 ]  |
| 3            | 2020年9月20日  | 星期日 20:30         | 0.3        | [ 7 ]  |
| 4            | 2020年9月27日  | 星期日 20:30         | 0.143      | [ 8 ]  |
| 5            | 2020年10月4日  | 星期日 20:30         | 0.302      | [ 9 ]  |
| 6            | 2020年10月11日 | 星期日 20:30         | 0.350      | [ 10 ] |
| 7            | 2020年10月18日 | 星期日 20:30         | 0.201      | [ 11 ] |
| 8            | 2020年10月25日 | 星期日 20:30         | 0.251      | [ 12 ] |
| 9            | 2020年11月1日  | 星期日 20:30         | 0.150      | [ 13 ] |
| 10           | 2020年11月8日  | 星期日 20:30         | 0.179      | [ 14 ] |
| 11           | 2020年11月15日 | 星期日 20:30         | 0.215      | [ 15 ] |
| 12           | 2020年11月22日 | 星期日 20:30         | 0.239      | [ 16 ] |
| 13           | 2020年11月29日 | 星期日 20:30         | 0.325      | [ 17 ] |
| 平均收視率 1 | 平均收視率 1   | 平均收視率 1         | 0.231      | [ 18 ] |

^1  基於每集的平均觀眾份額。

## 外部連結
- GMMTV官方網站 （页面存档备份，存于）（泰文）
- MyDramaList 劇集介紹及劇評 （页面存档备份，存于）（英文）
- 豆瓣劇集介紹 （页面存档备份，存于）（中文）